# 台北機廠
台北機廠（たいほくきしょう、英語: Taipei Railway Workshop、略称：北廠）は台湾台北市信義区にある、かつて台湾鉄路管理局（台鉄）機務処に属していた車両工場。桃園市郊外に新設された富岡車両基地が2013年より稼働したことに伴いその機能を段階的に移転し、2015年に中華民国文化部により国定古蹟の指定を受けた。本工場を「台北機廠松山旧廠」、桃園市のほうを「台北機廠富岡新廠」という場合もある。「台北機廠」の名称は、桃園移転後も9年あまりの間は引き続き台鉄機務処に属する組織名として使われていたが、2022年6月28日付で富岡機廠へ改称されたため、施設名だけでなく組織名としても正式に消滅した。

## 沿革
台北機廠は台北市信義区新仁里付近、松山区との境界にあり、北側は市民大道と京華城に面している。南側は東西快速公路の高架と松山煙草工場に面している。
初代の台北工場は初代の台北工場は清朝時代に開通した全台鉄路商務総局鉄道の機器局（現大同区塔城街付近、北門駅北側）を旧日本軍が接収し「台北兵器修理所」、その後「台北砲兵工廠」として鉄道橋梁を含めて軍事目的の工場として使っていたものが1900年（明治33年）末に総督府鉄道部へ移管され「台北鉄道工場」となったが、1908年の縦貫線全通などで輸送力が増大し、車両の製造や修理業務も拡大の一途を辿った。
そして手狭となった初代工場の拡張移転先として「鉄道部新台北工場」（あるいは「鉄道部松山工廠」とも言われていた）を現在地（当時は台北州七星郡松山庄、のちに松山区）にて1930年（昭和5年）に着工、1935年（昭和10年）10月24日 に供用を開始、1939年（昭和14年）に完成した。大倉土木が各棟の建設を、木造の職員独身寮(知東宿舎)は池田組が請け負った。
戦時中は旧日本軍の拠点とされ、全てが軍需優先となった。総督府鉄道も例外ではなかったため、財政も物資も不足し、その機能を殆ど果たせなかった。1944年10月12日、米軍による空襲により3名が死傷している。戦後は国民政府が接収し現在の名称に改称している。
本機廠では台鉄の電気機関車（電力機車）、電車（電聯車）、ディーゼル機関車（柴聯機車）、客車のメンテナンスが主要業務であり、時おり平快車から冷気平快車への改造やDC自強号、太魯閣号内装改装工事も行っていた。本機廠で生産されたステンレス製車掌車のタイ王国への輸出実績もある。1997年にはCK101を、2001年には廃車のCK124号蒸気機関車を復元し、6月9日の鉄路節（台湾における鉄道の日）で公開した。
1975年、省立台北工業職業学校（現在の国立台北科技大学）と共同で2年制の養成プログラムを設立。
1976年、国立成功大学と共同で交通管理系（交通管理学部）に2年制の養成プログラムを設立、成功大学工学院と共同で運輸管理系（運輸管理学部）に鉄道学科を設立。
1980年、逢甲大学と共同で交通管理系鉄道学科を設立。

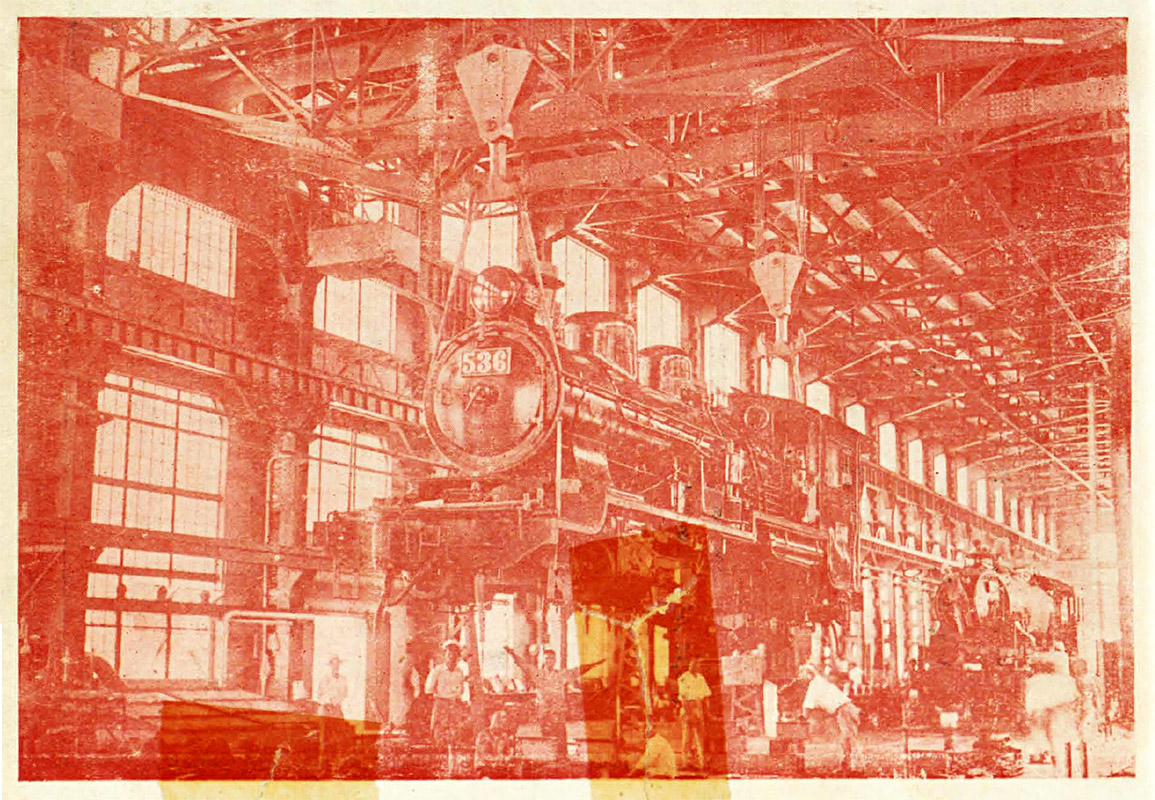
竣工時の台北機廠（1935年）
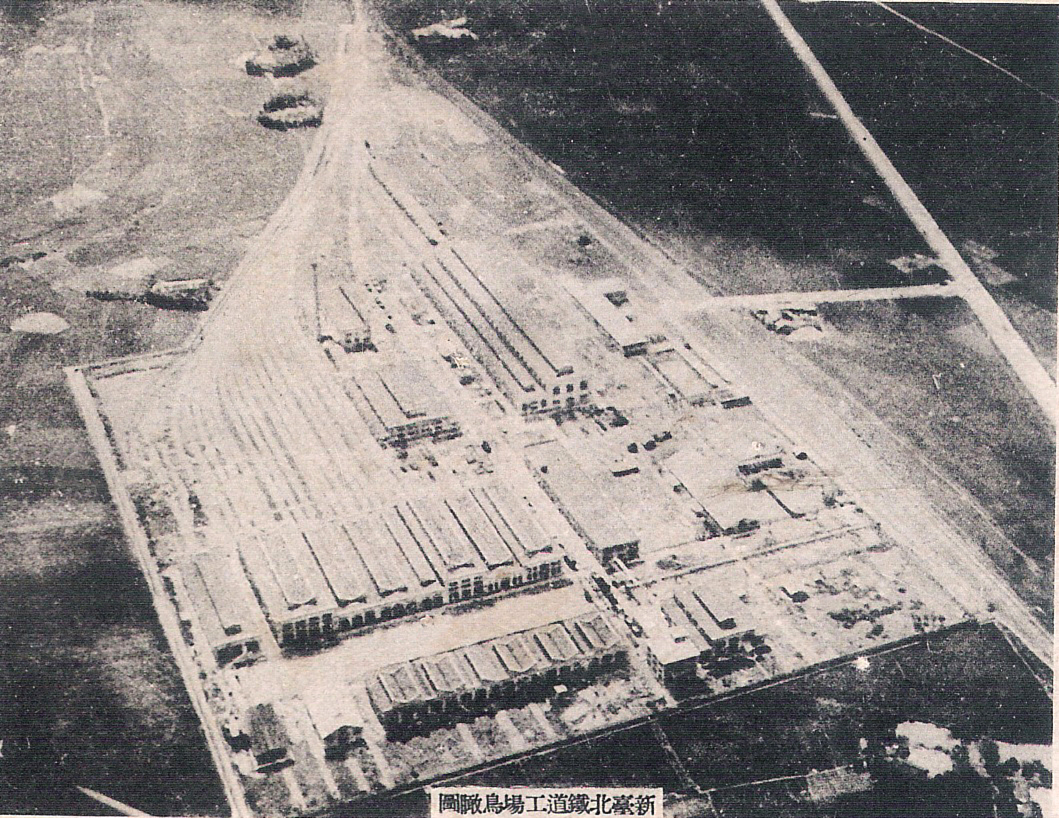
1930年代の台北機廠
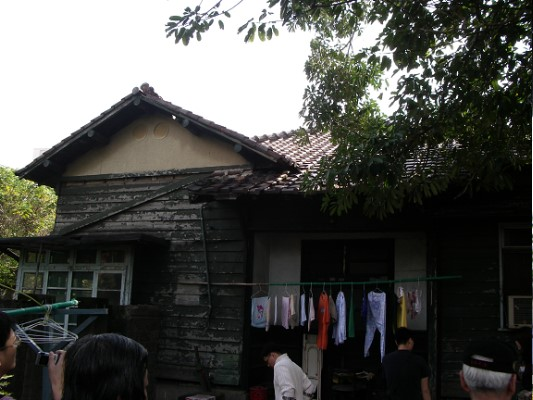
松山移転後に交通局長宿舎として使われていた初代鉄道工場（大同区鄭州路）
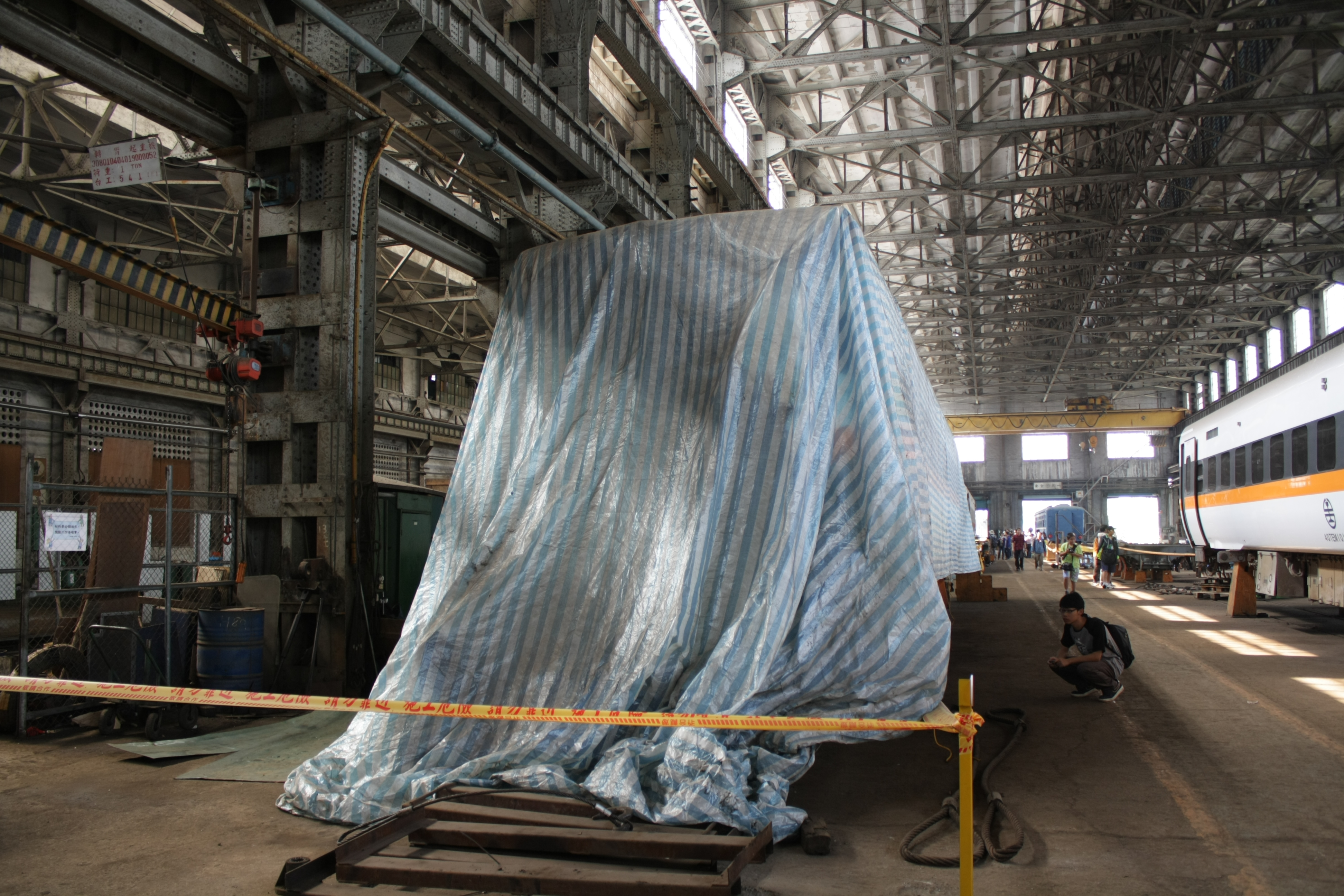
踏切事故で著しく破損し、台北機廠で保管されていた太魯閣号先頭車（TED1010）

## 施設
落成時の原型をほぼ留めており、全体設計は台湾総督府の宇敷赳夫が、モダニズムの影響がみられる職員用大浴場などの内装・機材設計は同じく総督府の速水和彦が担当した、直径5メートル、深さ1.25メートルの大型浴槽が2つ設置されていた。工場操業用のボイラーから発する余熱で稼働しており、2012年末まで使用された。機廠内の建築物としては最初に台北市の市定古蹟に指定された。指定要因は建築様式だけでなく、作業員の生活感や当時の労働文化を偲ばせることであった。
廠内は人事室、会計室、倫理室（政風室）、総務室、労働安全衛生室（勞工安全衛生室）、技術部、工作部、材料部と数か所の内部工場があった。大半の人員は既に富岡基地に配置転換されており、残留スタッフの数は少なくなっている。

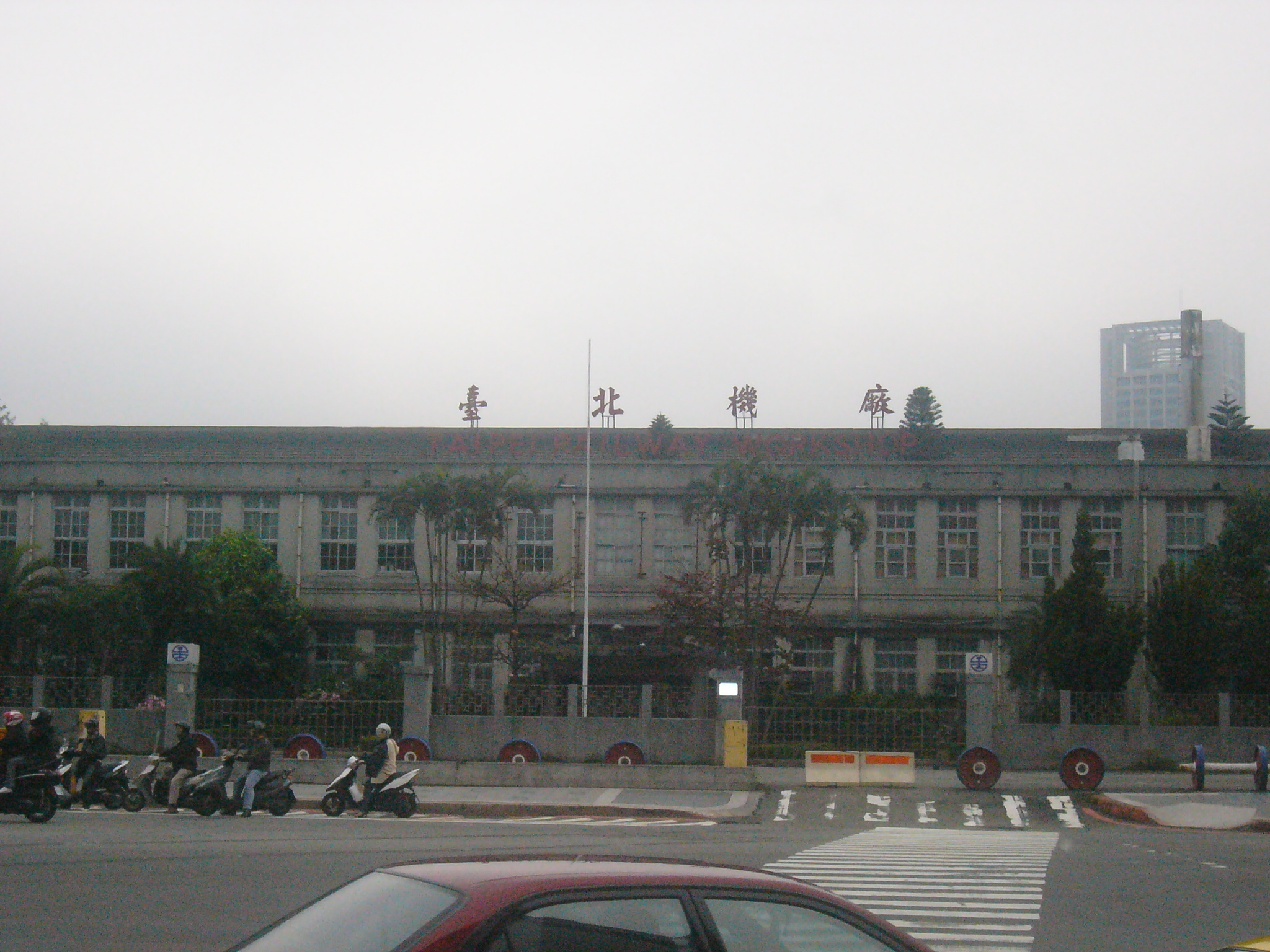
正面
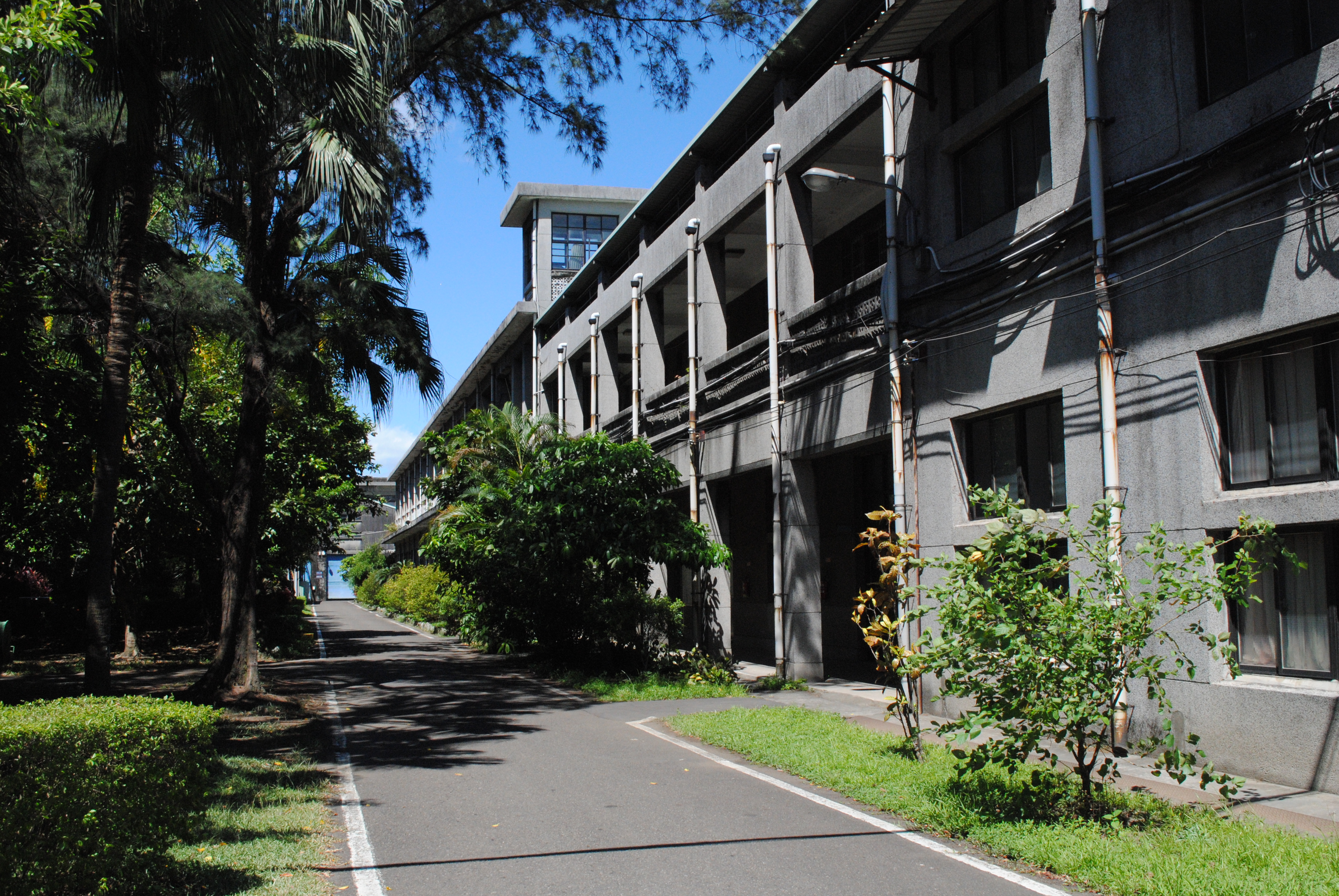
総弁公室
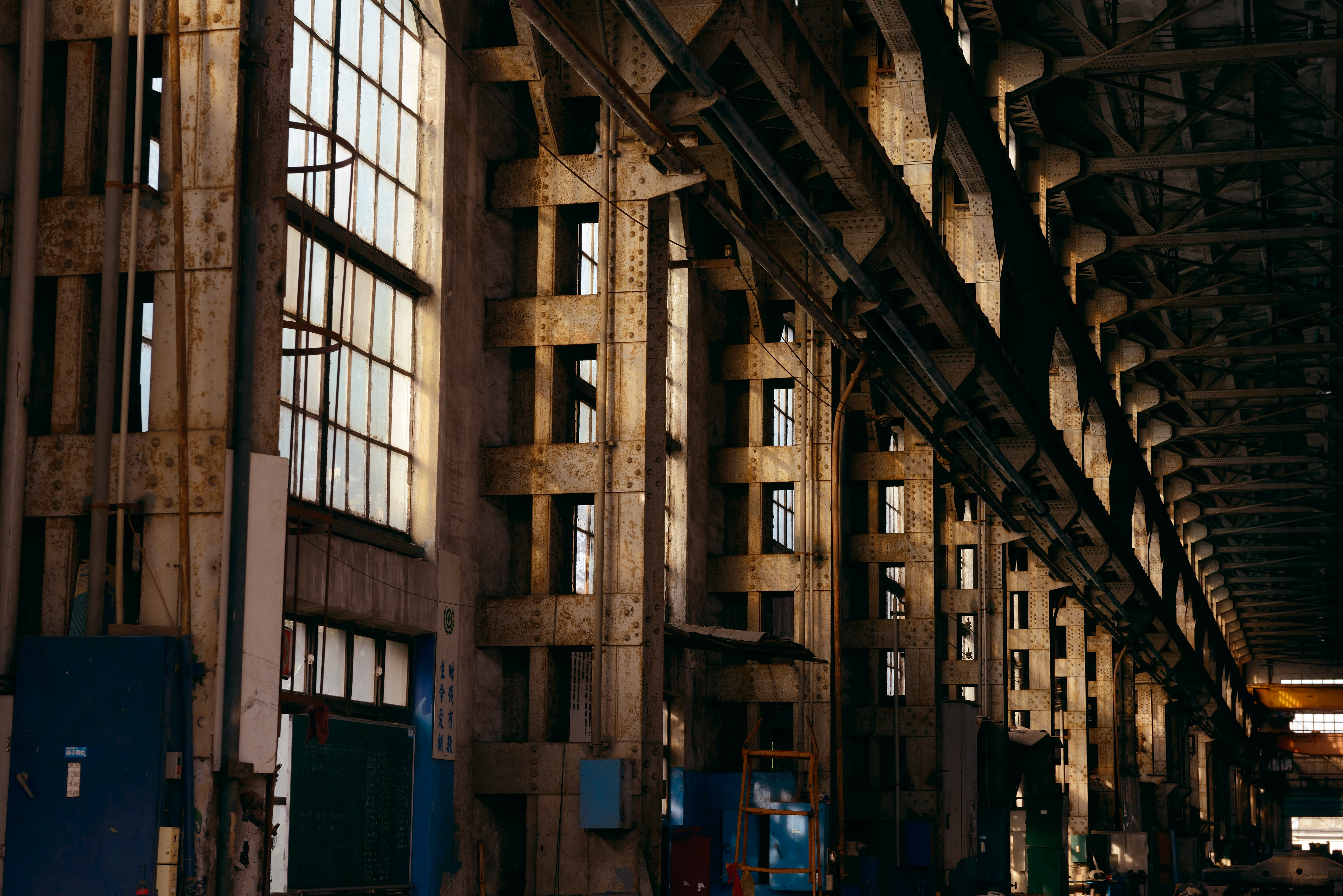
客車工場
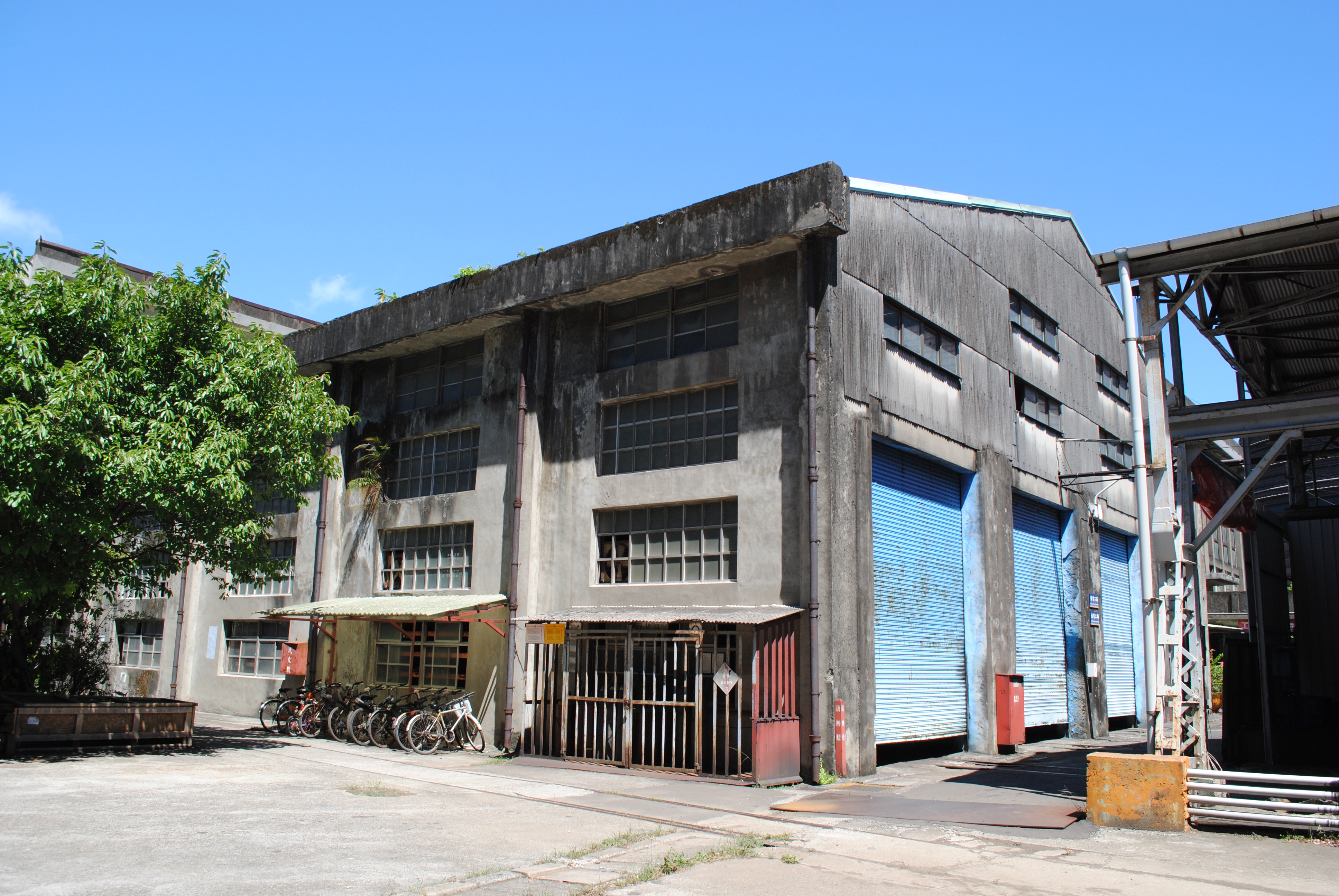
柴電工場

### 配線
縦貫線の台北駅 - 松山駅が地上複々線時代は最南端の1線が華山駅が管理する側線であり、台北機廠側線でもあった。機廠の外側には職員通勤用の臨時駅（正式名はなく、通称「台北機廠前」と呼ばれていた。）が設けられ、出勤日は2本の通勤電車が往復していた（末期はEMU100型1編成5両またはEMU300型3編成併結の9両）。松山駅方面への退勤列車は機廠を出発すると地下線経由で縦貫線順行側（北側）と合流し、松山へ向かっていた。
2010年代は汐科駅 - 板橋駅間の地下化区間で唯一地上路線区間であり、台北駅方面には折返し線を備えていた。
2012年1月30日、通勤列車が最後の運行を終え、翌日以降は台湾高速鉄道の南港駅延伸事業に伴い連絡線撤去が開始された。

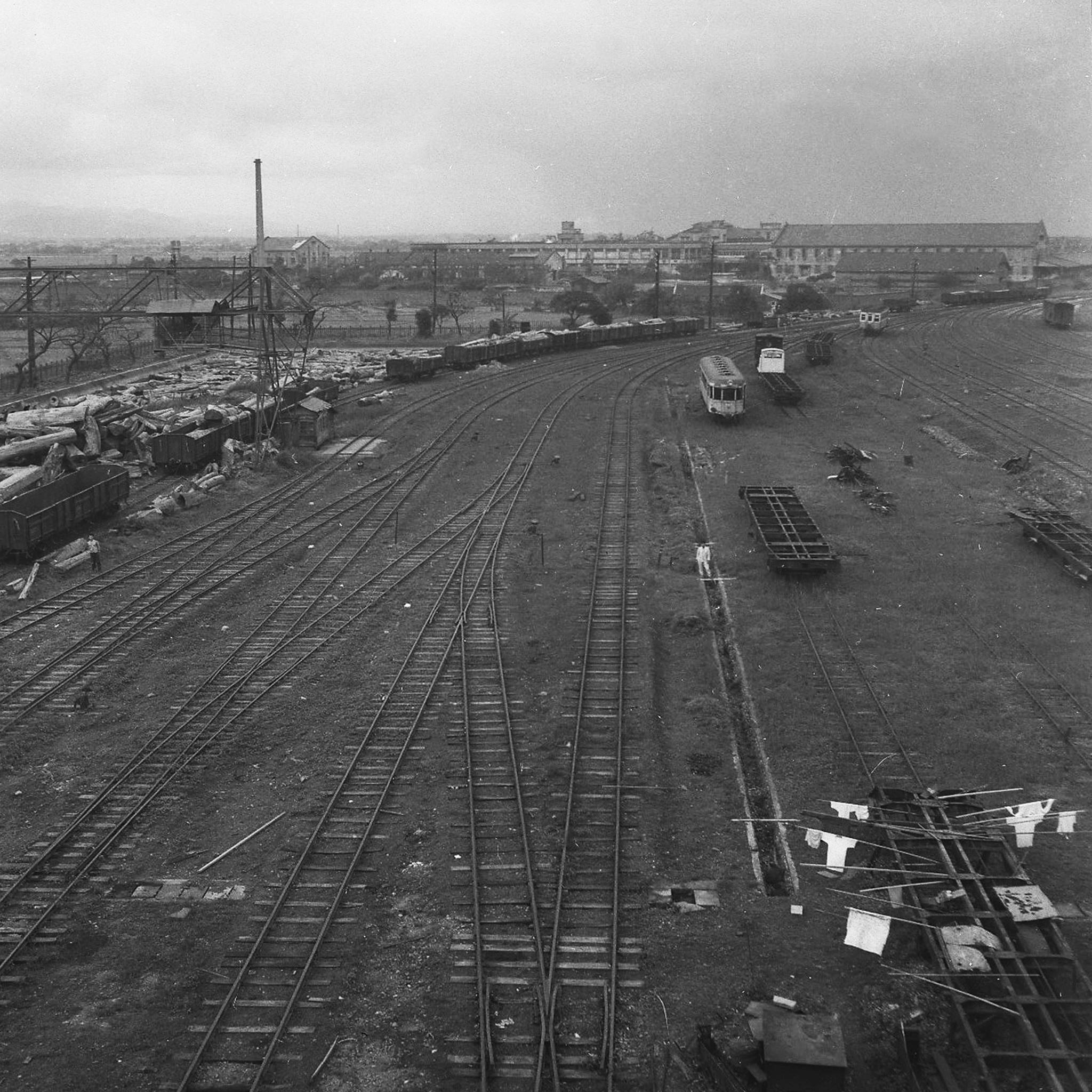
1946年ごろの風景
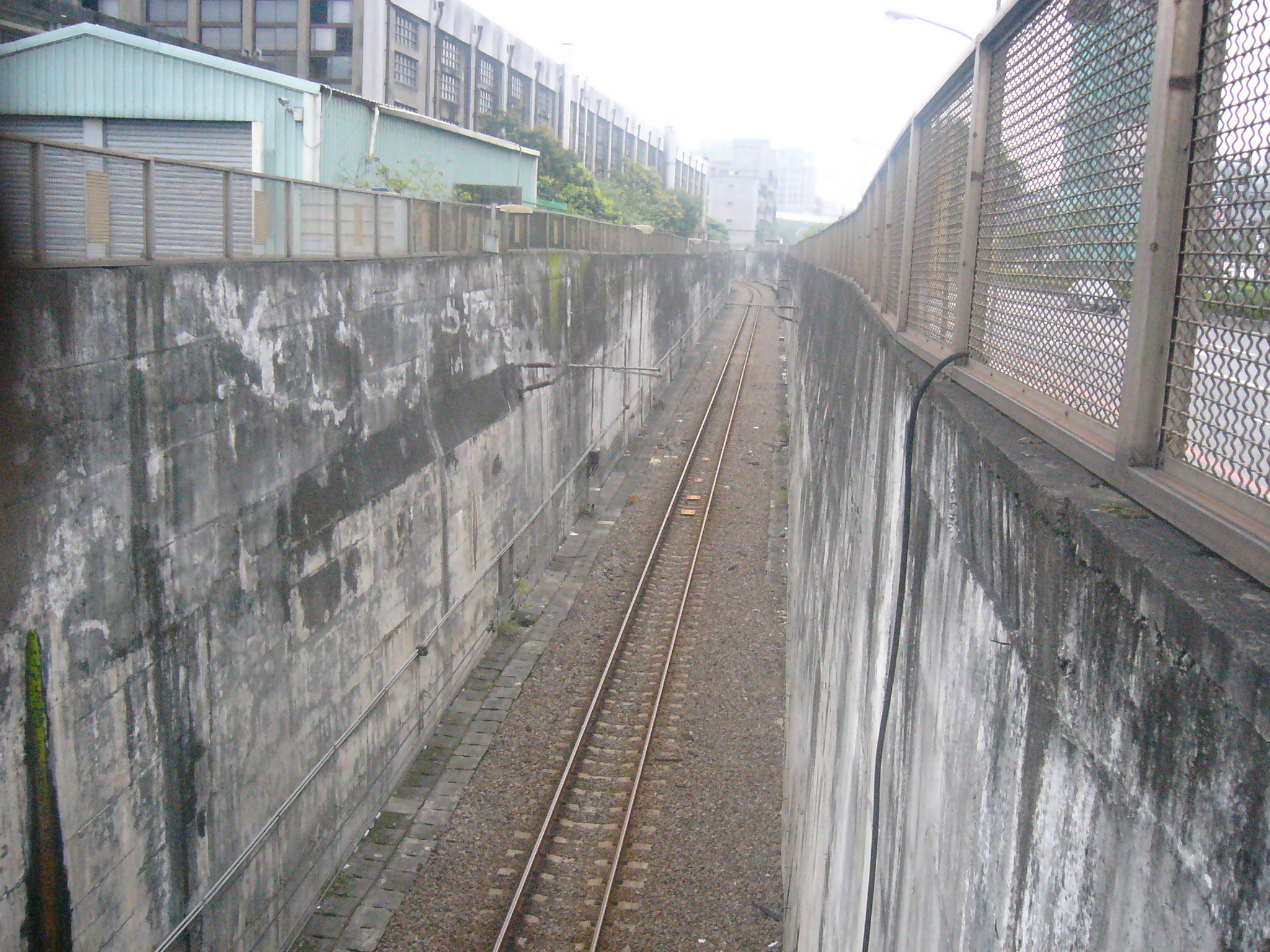
地下線への入口
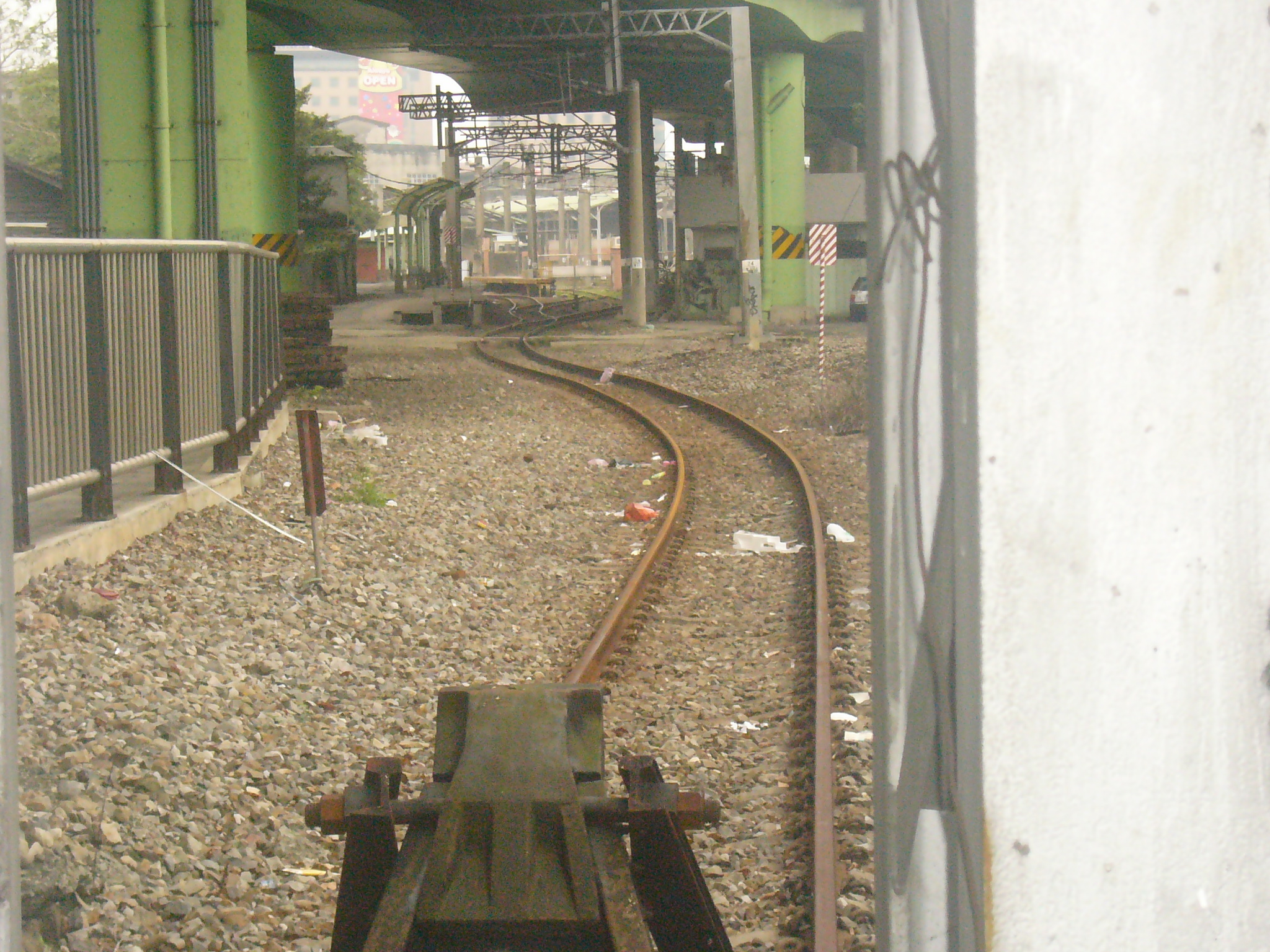
奥の高架下に職員用ホームが見える
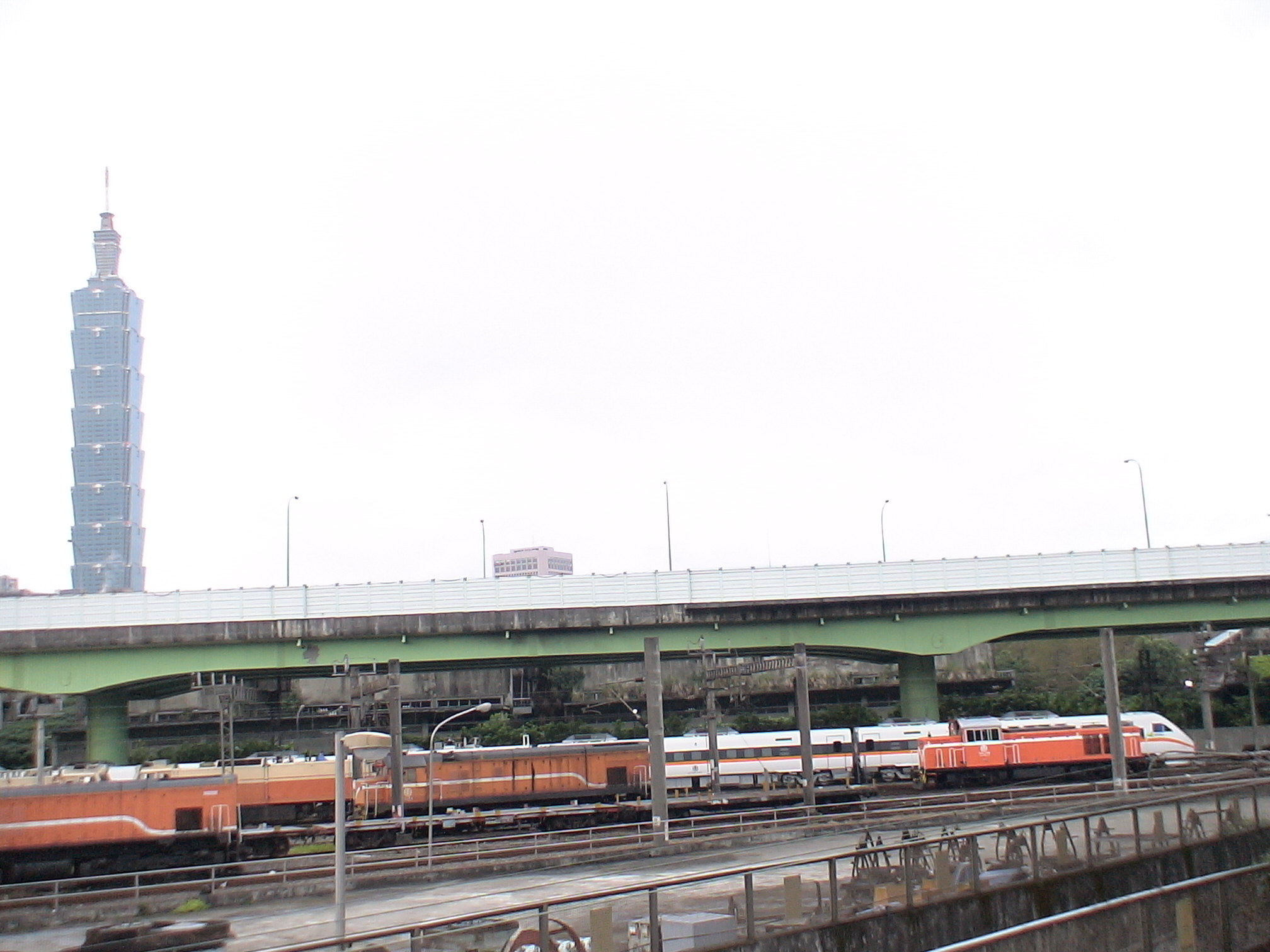
機廠内部（奥は台北101）

### バス停留所
かつて市内八徳路上に「鐵路機廠」という名称の停留所が存在した。京華城建設後、市民大道上に新設された停留所名は「京華城」となった。鐵路機廠停留所は京華城の正門に位置し、京華城停留所は裏門に位置していた。停留所の英文名は台鉄側の「Taipei Railway Workshop」に準拠せず台北聯営公車の事業者は単純な英訳である「Taipei Railway Machinery Manufacuturing Plant」、台北捷運公司は「Taipei Mold Loft of Town Taiwan Railway」だった。後に鐵路機廠とされていた停留所の方は「京華城」に変更され、英文名称を巡る相違もなくなった。

## 移転
台北機廠への地下線が地上へと向かうトンネル終端部は2011年6月に台湾高速鉄道の南港延伸線区間と平面交差支障となるため協議の末に引き渡しが決定した。当初は移転先を台中市大肚区の大肚調車場とされており、後に移転先候補が七堵調車場や池上駅付近へと改められたものの実現しなかった。機廠内の機能は3分割で実行され、蘇澳新駅付近、潮州駅付近（潮州車両基地）、富岡駅付近（北湖駅新設と合わせて2009年3月31日に富岡車両基地が着工。）に移転されることとなった。
跡地は当初計画では区画を分割して売却、総面積17haの60%にあたる約10haを中心業務地区、ホテル、住宅用途で再開発し、1,000億台湾ドルに達する累積債務の返済原資とするはずだった。背景には台鉄がこれを数百億台湾ドルに達する開発利益計上の好機と捉えていたこと、信義区が台北市でも屈指の高地価エリアという事情もあった。

## 保存運動

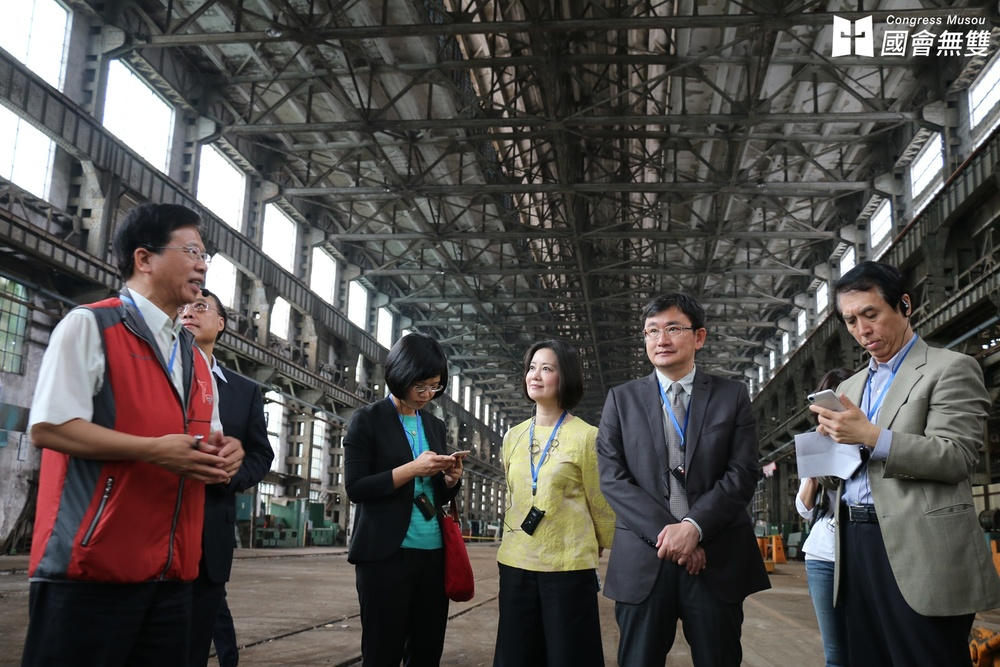
国定古蹟指定決定後現地視察を行う立法委員たち（2016年8月）

2011年5月18日、台北市議の簡余晏、李慶鋒と立法委員の王幸男（いずれも民主進歩党所属）らは台北機廠の共同調査に赴き、大浴場のみを指定古蹟に登録するのは本末転倒であり、機廠の完全な保存を訴えた。文化遺産専門家や学者たちも市当局へ全域保存の必要性を訴えるようになった。国内で鉄道文化の保存や啓蒙を行うNGO団体である中華民国鉄道文化協会だけでなく、長年台湾に居住していたアメリカ合衆国国籍の鉄道ファンで台湾の鉄道に関する著書もあるローレン・アーンダール（安有仁） も同調の声を寄せ、APHRO（アジア太平洋地域保存鉄道国際協力組織）からも鉄道博物館へのリニューアルや駅を美術館化させたフランスのように台湾版「オルセー美術館」創設など保存、再活用のアイデアが議論されていった。
既に数々の鉄道関連施設で国定、市定古跡、あるいは市定歴史建築登録に精力的な活動を行い、旧高雄港駅からリニューアルした旧打狗駅故事館の運営も委託されていた鉄道文化協会は民間団体としては最も客観的かつ説得力のある立場であり、高雄の故事館でも2010年に再オープンして4年で累計来館者数90万人（月平均2万人）を動員していることから、首都である台北の当地を博物館化すれば、台北駅周辺の国定古跡総督府鉄道部庁舎や市の指定歴史建築である局長宿舎と合わせた鉄道文化資産ベルトとして、また隣接する松山煙草工場などと組み合わせた回遊性により観光面でそれ以上の競争力を見込めると訴えていた。
- 2013年
  - 1月、各界が台鉄に請願を行い、市政府は組立工場、鍛冶工場、動力室を新たに古蹟リスト編入を約束[19]、有形文化財に登録された[20]。
  - 9月3日、市文化局と台鉄が「台北鉄道文化フェスティバル」を開催[21]。
  - 12月、一部区画を高層オフィスビルや住宅として再開発する計画案で市が説明会を開催するも[22]、多くの鉄道ファンや住民団体が抗議運動を展開[23]、中華民国鉄道文化協会もこれに呼応した[24]。

- 2014年
  - 1月13日、立法委員鄭麗君の提案と要求で行政院文化部は公聴会を開催[25]。
  - 9月3日、台北市長選候補者だった無所属の柯文哲が立法委員の管碧玲とともに鉄道文化協会の代表者の案内で当地を訪問、全域保存を提唱した[26]。
  - 9月24日、立法院の交通委員会で交通部が1週間以内に文化部に対し全域の国定古蹟編入を申請するよう求める決議案が採択された。しかし翌日台北市政府の都市計画委員会で関連開発案が通過した[27]。
  - 10月7日 - 周辺住民らで構成する台北機廠文史守護連盟が保存の重要性を啓発するため内部見学会を主催[28]。
  - 10月14日 - 管は立法院内政委員会で再度保存を提唱、中華民国内政部主導で市政府の都市計画案修正を迫る決議案が通過した[29]。しかし台鉄側は法的根拠の議論なき法案提出に異議を申し立て手続きはさらに長期化の兆しを見せていた。

- 2015年
  - 1月19日、台北市長に就任したばかりの柯が再度市議や立法委員らとともに機廠を訪問、『アメリカ合衆国は財政が逼迫しても決して自由の女神を売り払わなかったし、フランスのエッフェル塔もそうならなかった。』と発言[30]、市政府職員、副市長、都市発展局長、文化局長に保存の意義を訴えていくことで認識を一致させた[31]。
  - 1月21日、管は2015年度予算委員会で台鉄が交通委員会決議に対する意見表明を行い、かつ文化部へ審査資料を提出するよう要求。三読会制での立法院通過を経て総統公告がなされた。これにより文化部が国定古蹟指定審査を行う法的効力と強制力を伴うことになった[32][33]。
  - 3月15日、民間団体や学者、住民代表の呼びかけで、文化部が「古蹟指定および廃止審査手続法」第3条第1項第1款に則って現地調査を行い、同法第2款に基づく審議を開始した。中華民国鉄道文化協会や守護連盟の代表者も参列し、審議委員会で国定古蹟指定が全会一致で決定した[34]。
  - 4月16日、文化部が国定古跡指定を公告。

## 鉄道博物館構想
日本の鉄道博物館（さいたま市）、トヨタ産業技術記念館による運営面での助言のもとで「台北機廠鉄道博物館園区」へと再生する構想がある。
- 2016年
  - 6月20日、文化部、交通部、台鉄の3者で修復や再活用案に合意[36]。
  - 7月9日、立法院で三読会制による文化資産保存法条文修正が通過したことを受けて行政院は文化部に国家レベルの鉄道博物館創設を指示、文化部が計画を推進することとなった[37]。
- 2017年
  - 2月14日、文化部と交通部が鉄道博物館創設について相互協力する覚書を締結した[38][39][40]。
  - 6月16日、当機廠を所管することになった文化部は翌月に一部を一般公開することと公開施設のリストを公表した[41]。
  - 7月19日、一般公開を開始[42]（10-40人の団体で水曜日と土曜日の週2回[43]）。
  - 8月1日、さいたま市の鉄道博物館で国鉄583系電車2両（モハネ582-106とモハネ583-106[44]）の寄贈式が行われ、日本側はJR東日本と鉄道博物館、台湾側は台北駐日経済文化代表処駐日代表の謝長廷、中華民国文化部部長鄭麗君、国立台湾博物館館長の洪世佑らが立会い、協力確認書に署名した[45]。
  - 11月13日、秋田港から貨物船「Chiang Qing」で海上輸送されてきた583系車両が台北港に到着[46]。市中の高さ制限により台車を外した状態で輸送され[46]、同15日に台北機廠で再度組立、洗浄し搬入された[46][47]。11月17日には文化部主催で園内でクラシックコンサートが開催され[48]、国立台湾交響楽団の演奏のバックにEMU100型と隣り合って陳列された[49]。

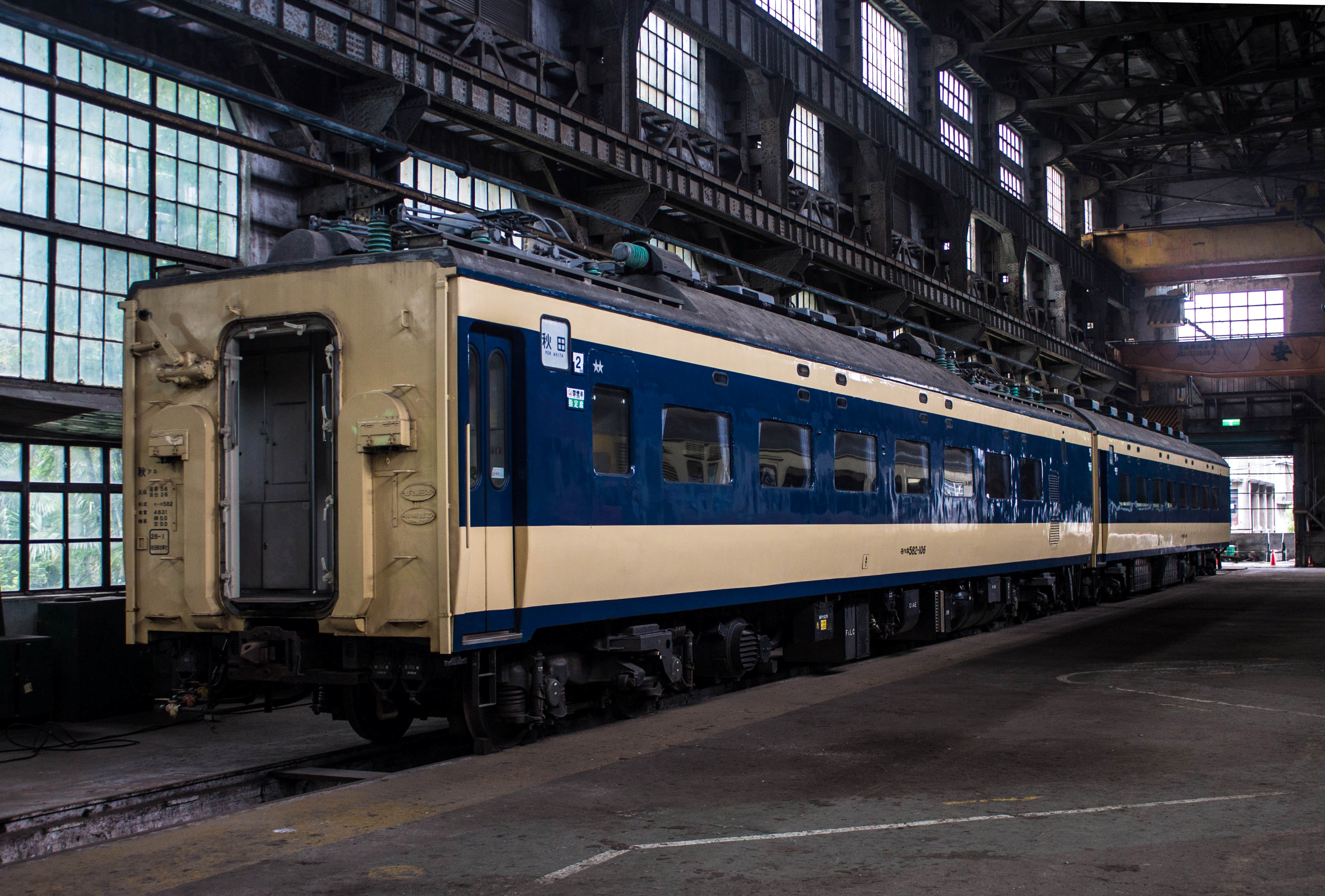
展示中のモハネ582-106とモハネ583-106

- 2018年
  - 6月9日（鉄路節） - 台東機務分段に留置されていたDR2102、DR2203、DR2303、DR2404が順次莒光号客車に挟まれて七堵調車場まで回送され[50]、その後台北機廠に搬入、修復のうえで文化資産として展示する覚書を交通部と文化部が交わした[51][52]。
  - 10月、100両が輸出されたタイ国有鉄道の緩急車BV.15092（1965年製）がタイ側から譲渡され、構内に展示された[53]。
- 2019年
  - 8月15日 - 文化部が博物館化作業の受け皿となる4級機関「国家鉄道博物館準備処」を部内に設立[54]。
  - 9月18日 - 文化部長鄭麗君が国立台湾師範大学地理学教授で本機廠の全域古蹟化にも貢献した洪致文に初代主任就任を要請、洪は10月1日付での就任を受託した[55]。
- 2021年8月1日 - 第2代主任に洪致文とともに鉄道文化協会所属の鄭銘彰が就任[56]、

## 舞台となった作品
台鉄の営業外収入確保策の一環で、映画やMV（ミュージックビデオ）作品でロケ地として敷地や車両、人員が有償で貸し出されている。

### 映画
周杰倫（ジェイ・チョウ）が監督・主演を務めた2013年の映画『天台 (映画)（The RooFToP）』では大浴場内部が、フランスの映画監督リュック・ベッソンによる2014年公開の『LUCY/ルーシー』では周辺がロケ地になっている。

### ミュージックビデオ
台湾の人気男性ロックバンドメイデイが2013年に発売したベストアルバム『Mayday × 五月天 the Best of 1999-2013』収録の1曲目「傷心的人別聽慢歌（邦題：Dancin' Dancin'　feat. TERU (GLAY)）」日本語版MVは本工場で一部の撮影が行われた。（Mayday「Dancin' Dancin' feat.TERU(GLAY)」Music Video）
2013年に第24回金曲奨最優秀新人賞を受賞したニューヨーク出身の女性ラッパー、ミス・コ（MISS KO、葛仲珊は2014年末に発売したセカンドアルバム「XXXIII」の収録曲「甩一甩 feat. 比莉 Billie」で台北機廠建屋や敷地内で保存されていたEMU100型電車内で撮影したMVを製作、Youtubeの 公式チャンネル にアップロードしたが、撮影後に多数の出演者がEMU100型の屋根に登ってポーズを取っている写真を自身のFacebookに投稿したため、鉄道ファンを中心にその行為に対する非難が集中した。ミス・コ側はFacebookに謝罪文を投稿したものの、収録前の申請では建屋内での撮影については許可を得ていたが、EMU100型については申請漏れがあったことや撮影手法が不適切であったため、台鉄側は収録したミュージックビデオからの削除や車両使用に伴う追加料金支払いを要求したほか、ミス・コ側をブラックリスト入りさせ、以後は台北機廠以外の施設も含めて自局の施設貸し出しを拒否している。
2017年にはインディーズバンドフランドの楽曲『該死的冷戰』のMVでも登場している。（Frandé 法蘭黛樂團《該死的冷戰》Feat. 李英宏 aka DJ Didilong Official Music Video）

## 関連
- 台湾鉄路管理局
  - 富岡車両基地
  - 高雄機廠
  - 花蓮機廠（中国語版）
- 台湾古跡一覧
- 都市再開発
- 中華民国鉄道文化協会
  - 洪致文
  - 彰化扇形庫
- 鉄道博物館の一覧

## 隣の駅
台湾鉄路管理局
- 機廠支線（廃止）
  - 華山駅（廃止） - 台北機廠
- 縦貫線北段（地下化後）
  - 松山駅 - 台北機廠 - 台北駅